# Josep-Lluís Carod-Rovira
Josep-Lluís Carod-Rovira   (Cambrils, 17 de maig de 1952) és un polític català que ha estat vicepresident del Govern de la Generalitat de Catalunya de 2006 a 2010 i conseller en cap de 2003 a 2004. Ha estat diputat al Parlament de Catalunya per Esquerra Republicana de Catalunya (ERC), partit que va presidir entre el 2004 i el 2008.
Llicenciat en Filologia Catalana per la Universitat de Barcelona, va ser tècnic superior de planificació lingüística de la Generalitat (1981-1988) i cap dels serveis Territorials de Cultura de la Generalitat de Catalunya a Tarragona del 1982 al 1984.

## Biografia
Fill d'Apeles Carod, saragossà del Cos de carrabiners de la República i de Maria Rovira, cambrilenca, explica que va unir els dos cognoms amb un guió quan tenia 13 anys imitant al poeta Bartomeu Rosselló-Pòrcel. El 2004 van sorgir algunes biografies apòcrifes que li atribuïen diversos cognoms. En un article publicat al diari Avui, el 24 de març del 2004, titulat «Nosaltres, els Pérez», ell i la seva família denuncien la manipulació.
Militant del Partit Socialista d'Alliberament Nacional des de 1970, va ser empresonat el 1973 per la seva pertinença a l'Assemblea de Catalunya. El 1977 deixa el PSAN, i el 1980 encapçala la candidatura de Nacionalistes d'Esquerra a la circumscripció de Tarragona. El 1986 abandona aquest partit i publica el seu article «Crida nacional a ERC», que propugna la renovació de l'històric partit republicà cap a tesis clarament independentistes. Entra a militar a ERC, on aconsegueix l'acta de diputat del Parlament de Catalunya el 1988. Al congrés de Lleida de 1989, Carod presenta la seva candidatura a secretari general, però la retirà a la segona volta per permetre que s'imposin les tesis independentistes al partit, de la mà d'Àngel Colom.
L'any 1996, Colom protagonitza una escissió d'Esquerra, que dona lloc al Partit per la Independència, abans del congrés de Vilafranca, deixant vacant la secretaria general, càrrec pel que Carod és elegit com a home de consens.
El 1999 i el 2003 encapçala la candidatura d'ERC al Parlament de Catalunya. És nomenat Conseller en Cap de la Generalitat de Catalunya en el govern de la VII legislatura arran del pacte del Tinell, l'acord signat entre Esquerra, el PSC-CpC i ICV-EUiA després de les eleccions de novembre de 2003. Tan sols 38 dies després de prendre possessió del càrrec, en presenta la dimissió, quan es va saber que havia mantingut una reunió amb membres d'ETA quan ja era Conseller Primer, amb l'objectiu que l'organització terrorista deixés de matar a Catalunya, la qual cosa havia pretès Carod des del 2002. Tot i que inicialment es planteja la possibilitat que passés a ser conseller sense cartera, finalment dimiteix com a Conseller. És designat candidat d'ERC a les eleccions generals espanyoles (2004), en les quals aconsegueix l'acta de diputat, tot i que la rebutja en favor del valencià Agustí Cerdà.
El juliol de 2004, durant el Congrés Nacional —celebrat a Lleida—, és elegit president del partit, en substitució de Jordi Carbonell.
En les eleccions al Parlament de Catalunya de 2006 repeteix com a candidat i, en reeditar-se l'acord de govern amb PSC i ICV-EUiA, és nomenat Conseller de la Vicepresidència en el govern de Catalunya 2006-2010. El 3 de desembre de 2008 és nomenat vicepresident del govern.
L'any 2008, al Congrés Nacional d'ERC, no presenta la seva candidatura a president ni a secretari general del partit, per la qual cosa deixa de presidir-lo, sent succeït en aquest càrrec per Joan Puigcercós.
L'abril de 2009, Josep-Lluís Carod-Rovira va deixar via lliure a Joan Puigcercós en renunciar a tornar a repetir com a cap de llista d'ERC a les següents eleccions catalanes. El 2011, setmanes després de les eleccions municipals, es va donar de baixa del partit.

## Polèmiques
Les posicions polítiques de Carod-Rovira, el suport d'Esquerra Republicana de Catalunya al Govern de José Luis Rodríguez Zapatero durant la seva primera legislatura i la seva participació en el tripartit català que va sostenir el Govern de Pasqual Maragall han concentrat en ell les crítiques d'alguns sectors polítics, fonamentalment de la dreta.

### Trobada amb representants de l'ETA
Per exemple, a conseqüència de la seva trobada en secret amb representants d'ETA a principis de 2004 mentre era president en funcions (descobert pel Govern espanyol de José María Aznar i fet públic pel diari ABC) i que van ser efectuades sense que el president Pasqual Maragall en sabés res, es va produir la primera crisi de l'executiu català, que es va saldar amb la dimissió de Carod-Rovira com a Conseller Primer del Govern de Catalunya. Posteriorment, ETA va declarar una treva tan sols per a Catalunya, fet que va contribuir a augmentar encara més la polèmica. Els adversaris de Carod-Rovira el van acusar d'haver pactat la treva amb ETA. Carod ho va negar, afirmant que es va negar a signar cap acord on no hi hagués cap condemna a la violència.

### Viatge a Israel l'any 2005
Al maig de 2005, durant un viatge a Israel on acompanyava el president de la Generalitat Pasqual Maragall, va protagonitzar un incident en negar-se a participar en un homenatge a l'exprimer ministre Isaac Rabin a Jerusalem, a causa de l'absència de la bandera catalana, encara que sí que hi era l'espanyola. Posteriorment li va rendir homenatge a títol personal, sense banderes. A més a més, aparegué a la premsa fent broma amb Pasqual Maragall i el conseller d'Economia i Finances, Antoni Castells, al fer-se una fotografia amb una corona d'espines —record religiós que es venia a les parades turístiques del lloc— al cap. Aquest gest va ser particularment atacat per determinats representants de l'Església Catòlica i pels sectors polítics més relacionats amb ella.

### Crítica a la utilització del castellà en les festes de la Mercè
L'any 2006 va criticar la utilització del castellà en el pregó de les festes de la Mercè de Barcelona de l'any 2006, amb l'argumentació que el castellà no és llengua pròpia de Catalunya.

### Respostes en un programa televisiu
L'octubre de 2007 va participar en el programa de TVE Tengo una pregunta para usted, en el qual a la pregunta d'un ciutadà de per què insistia a dir País Valencià a la Comunitat Valenciana que és un nom no oficial —encara que recollit pel Preàmbul de l'Estatut d'Autonomia del País Valencià i amb una tradició històrica de l'ús, especialment a partir del segle xx per sectors polítics d'esquerres—, respongué que «em sembla tan raonable i sensat i legítim que qui vulgui dir-li Comunitat valenciana […] ho faci i qui vulgui continuar dient-li País Valencià […] puguem fer-ho». També va replicar a dos participants que es dirigien a ell com «José Luis» recordant-los que el seu nom és «Josep Lluís». Aquests ciutadans van al·legar que no sabien català i una d'ells va dir que no tenia cap interès a aprendre aquesta llengua, d'on Carod-Rovira va al·ludir a la suposada facilitat per pronunciar noms russos o alemanys per afirmar que si els espanyols no consideraven el català amb respecte, no haurien d'estranyar-se dels desitjos d'independència d'alguns catalans.

## Obres
Assaig
- Rovira i Virgili i la qüestió nacional (1984)
- Marcel·lí Domingo, de l'escola a la República (1988)
- Tornar amb la gent (1997)
- Jubilar la Transició (1998)
- El futur a les mans (2003)
- 2014 Que parli el poble català (2008)
- El protestantisme als Països Catalans (2016)

Narrativa
- La passió italiana (2012) Premi Andròmina de narrativa de 2012 ex aequo[12]

## Premis i reconeixements
- 2012 - Premi Andròmina de narrativa per La passió italiana
- 2024 - Creu de Sant Jordi[13]